# 入江利和
入江 利和（いりえ としかず、1984年11月11日 - ）は栃木県宇都宮市出身の元サッカー選手。ポジションはディフェンダー、ミッドフィールダー。

## 来歴
2008年、柱谷幸一監督率いるJFLの栃木SCに左サイドバックとして入団。同ポジションのレギュラーは、大卒新人の斎藤雅也に奪われ、出場機会がなかなか訪れなかった。シーズン後半、攻撃的スタイルと運動量を買われ、4バックから3バックへのシステム変更に伴い、主に中盤（ウィングバック）で出場しレギュラーの座を得た。
2009年、栃木SCはJリーグに昇格。4月5日の栃木県グリーンスタジアムで開催されたJ2第6節において、左MFのポジションで出場し、記念となる栃木SCのJリーグ初得点を決め、チームのリーグ初勝利に貢献した。
2012年1月11日、契約満了により退団。3月8日、ラトビア1部リーグ所属のFBグルベネに移籍し、背番号10を与えられた。同年、FBグルベネ2005を退団した。同年、ポーランド2部所属のグルニク・ウェンチナに移籍。
引退後は母校の作新学院大学サッカー部のコーチとスカウティングを担当していた。同大学内のジュニア、ジュニアユースのunionsportsclubの代表理事でもあった。

## エピソード
- 「2011 TOCHIGI SC フェスタ」において、宇都宮市長佐藤栄一より「愉快市民証」を贈呈された[8]。

## 所属クラブ
- 2000年 - 2002年 矢板中央高等学校
- 2003年 - 2006年 作新学院大学
- 2007年  ジェフユナイテッド市原・千葉リザーブズ
- 2008年 - 2011年  栃木SC
- 2012年3月 - 同年8月  FBグルベネ
- 2012年8月 - 2013年  グルニク・ウェンチナ

## 個人成績
| 国内大会個人成績 | 国内大会個人成績 | 国内大会個人成績 | 国内大会個人成績 | 国内大会個人成績 | 国内大会個人成績 | 国内大会個人成績 | 国内大会個人成績 | 国内大会個人成績 | 国内大会個人成績 | 国内大会個人成績 | 国内大会個人成績 |
| 年度             | クラブ           | 背番号           | リーグ           | リーグ戦         | リーグ戦         | リーグ杯         | リーグ杯         | オープン杯       | オープン杯       | 期間通算         | 期間通算         |
| 年度             | クラブ           | 背番号           | リーグ           | 出場             | 得点             | 出場             | 得点             | 出場             | 得点             | 出場             | 得点             |
| 日本             | 日本             | 日本             | 日本             | リーグ戦         | リーグ戦         | リーグ杯         | リーグ杯         | 天皇杯           | 天皇杯           | 期間通算         | 期間通算         |
| ---------------- | ---------------- | ---------------- | ---------------- | ---------------- | ---------------- | ---------------- | ---------------- | ---------------- | ---------------- | ---------------- | ---------------- |
| 2007             | 千葉R            | 15               | JFL              | 23               | 0                | -                | -                | -                | -                | 23               | 0                |
| 2008             | 栃木             | 6                | JFL              | 7                | 1                | -                | -                | 2                | 0                | 9                | 1                |
| 2009             | 栃木             | 6                | J2               | 44               | 1                | -                | -                | 1                | 0                | 45               | 1                |
| 2010             | 栃木             | 6                | J2               | 21               | 0                | -                | -                | 0                | 0                | 21               | 0                |
| 2011             | 栃木             | 6                | J2               | 18               | 0                | -                | -                | 2                | 0                | 20               | 0                |
| ラトビア         | ラトビア         | ラトビア         | ラトビア         | リーグ戦         | リーグ戦         | リーグ杯         | リーグ杯         | ラトビア杯       | ラトビア杯       | 期間通算         | 期間通算         |
| 2012 (en)        | グルベネ         | 10               | ヴィルスリーガ   | 15               | 1                | 2                | 0                |                  |                  | 17               | 1                |
| ポーランド       | ポーランド       | ポーランド       | ポーランド       | リーグ戦         | リーグ戦         | リーグ杯         | リーグ杯         | オープン杯       | オープン杯       | 期間通算         | 期間通算         |
| 2012-13 (en)     | ウェンチナ       | 88               | 1.リガ           | 14               | 1                | 1                | 0                |                  |                  | 15               | 1                |
| 通算             | 日本             | 日本             | J2               | 83               | 1                | -                | -                | 3                | 0                | 86               | 1                |
| 通算             | 日本             | 日本             | JFL              | 30               | 1                | -                | -                | 2                | 0                | 32               | 1                |
| 通算             | ラトビア         | ラトビア         | ヴィルスリーガ   | 15               | 1                | 2                | 0                |                  |                  | 17               | 1                |
| 通算             | ポーランド       | ポーランド       | 1.リガ           | 14               | 1                | 1                | 0                |                  |                  | 15               | 1                |
| 総通算           | 総通算           | 総通算           | 総通算           | 142              | 4                | 3                | 0                | 5                | 0                | 150              | 4                |

- Jリーグ初出場 - 2009年3月15日 J2 第2節 対湘南ベルマーレ (栃木県グリーンスタジアム)
- Jリーグ初得点 - 2009年4月5日 J2 第6節 対ファジアーノ岡山戦 (栃木県グリーンスタジアム)